# Liste der Monuments historiques in Belmont (Bas-Rhin)
Die Liste der Monuments historiques in Belmont führt die Monuments historiques in der französischen Gemeinde Belmont auf.

## Liste der Objekte
| Bezeichnung       | Beschreibung                                              | Standort                              | Kennzeichnung | Schutzstatus | Datum | Bild |
| ----------------- | --------------------------------------------------------- | ------------------------------------- | ------------- | ------------ | ----- | ---- |
| Glocke            | Bronze, 1434                                              | in der protestantischen Kirche (Lage) | PM67000574    | Classé       | 1982  |      |
| Gemälde Ecce homo | Ölfarbe auf Eichenholz, erste Hälfte des 16. Jahrhunderts | in der protestantischen Kirche (Lage) | PM67001206    | Inscrit      | 1974  |      |